# Halimium lasianthum subsp. alyssoides
Halimium lasianthum subsp. alyssoides é uma subespécie de planta com flor,  mais concretamente de um arbusto com flores amarelas, pertencente à família Cistaceae. Do que respeita ao seu biotipo, trata-se de um fanerófito e, quanto ao seu tipo fisionómico, trata-se de um nanofanerófito.
A autoridade científica da subespécie é (Lam.) Greuter, tendo sido publicada em Willdenowia 14: 52 (1984). A designação da subespécie alyssoides alude ao alyssum, por semelhança.
Dá pelos nomes comuns de charguaço, sargaça, sargaço, sarganho-moiro e urzibelha.
Toca-lhe a época de floração que vai de Abril até Maio.

## Portugal
Trata-se de uma subespécie presente no território português, nomeadamente em Portugal Continental, mormente na região Norte, ocupando as zonas do Noroeste ocidental, Noroeste montanhoso, Nordeste ultrabásico,  Nordeste leonês,  Terra quente,  Terra fria, Centro-oeste arenoso,  Centro-leste motanhoso, Centro-leste de campina e Centro-norte. Prefere os terrenos incultos, os matagais e moitas.
Em termos de naturalidade é nativa da região atrás indicada.

## Protecção
Não se encontra protegida por legislação portuguesa ou da Comunidade Europeia.